# Auzon (dopływ Aube)
Auzon – rzeka we Francji, przepływająca przez teren departamentu Aube, o długości 39,5 km. Stanowi lewy dopływ rzeki Aube.
Auzon przepływa przez: Piney (źródło), Brévonnes, Val-d’Auzon, Molins-sur-Aube, Pougy, Verricourt, Coclois, Morembert, Nogent-sur-Aube.